# Последний звонок

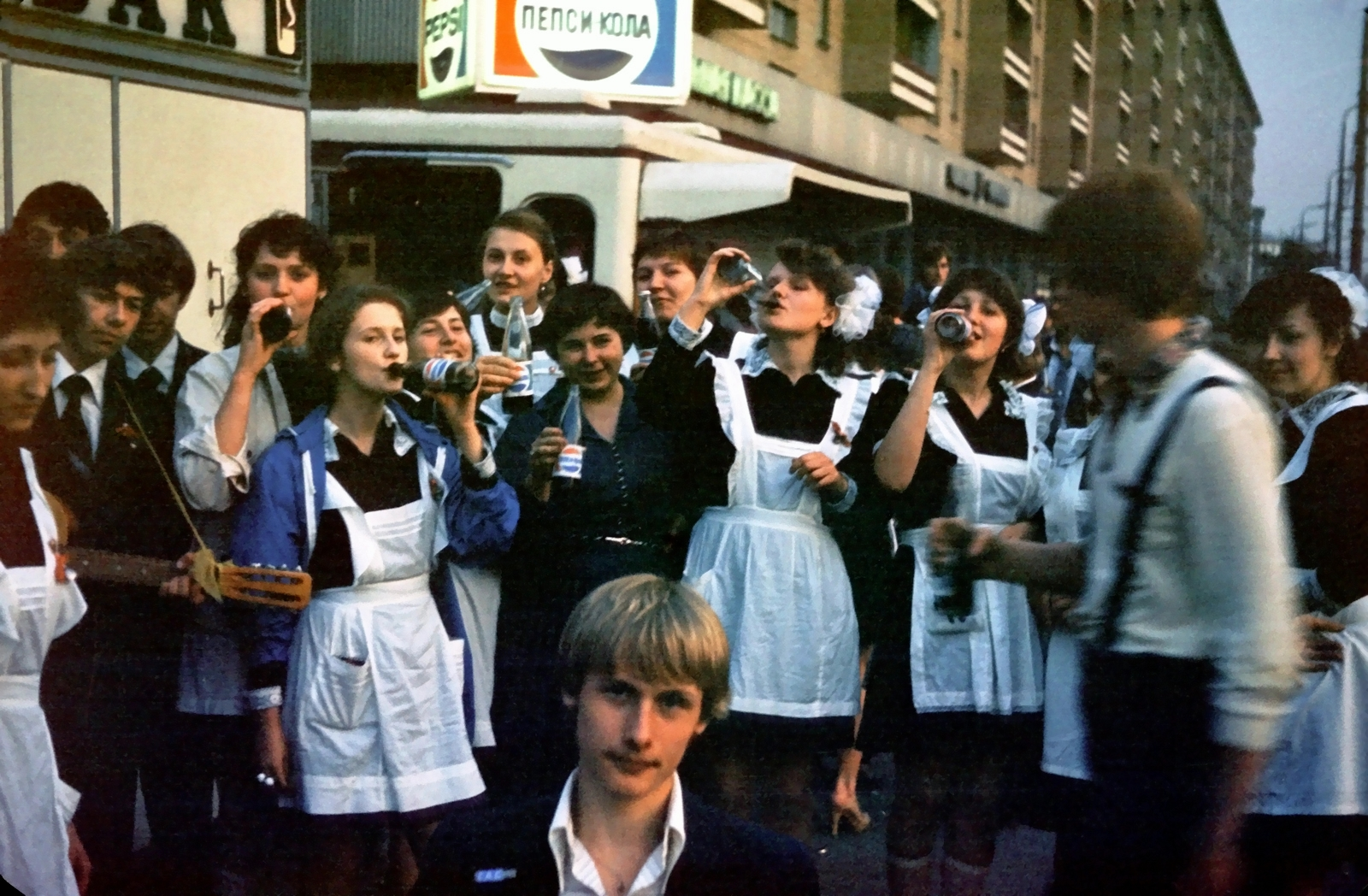
Последний звонок в школе № 856 в Москве, 1981 год

После́дний звоно́к — традиционный праздник школьников, заканчивающих учёбу. Последние звонки в школах проходят в конце мая, когда учёба уже закончилась, а выпускные экзамены ещё не начались. Последний звонок подводит черту, ставит точку в многолетнем учебном марафоне со всеми его уроками и переменами, контрольными работами и домашними заданиями.

## История
Идея праздника последнего звонка принадлежит директору краснодарской школы № 12 Фёдору Брюховецкому и директору школы № 182 Коминтерновского района города Москвы Георгию Асееву. В двух этих школах 25 мая 1948 года был впервые проведён праздник, посвящённый последнему звонку.
В 1971 году праздник включили в список официальных школьных мероприятий.

## Описание
Последний звонок — большой общешкольный праздник, который адресован выпускникам, учителям и родителям. Торжественная церемония включает выступления гостей, директора, учителей, родителей: приветствие первоклассников, напутственное слово учеников 9-х и 11-х классов.

### Традиции
По традиции девушки надевают школьную форму, реже — белую блузку с тёмной юбкой. Юноши носят в этот день строгие костюмы. Длительное время была распространена школьная форма образца советского периода с белым передником, однако с 2010-х гг. она стала вытесняться формой более современного образца. Так же как и на выпускном вечере, организуемом после сдачи экзаменов, на последний звонок некоторые юноши и девушки поверх одежды повязывают ленты с надписью «Выпускник», а на костюмы (для девушек — на фартуки) иногда прикрепляются либо небольшие колокольчики, либо значки в виде колокольчиков.
Во время празднования часто звонят в колокольчик, символически изображающий школьный звонок, обозначающий начало или окончание уроков. При этом обычно в колокольчик звонит первоклассница, которую несёт одиннадцатиклассник. Зачастую выпускники выходят на улицу и отпускают в небо воздушные шарики, а также исполняют первый школьный вальс.